# Ctenomys plebiscitum
El tucu-tucu del plebiscito (Ctenomys plebiscitum) es una especie de roedor del género Ctenomys, ubicado en la familia de los ctenómidos. Habita en el sudoeste del Cono Sur de Sudamérica.

## Taxonomía
Esta especie fue descrita originalmente en el año 2021 por los zoólogos Federico Brook, Ivanna Haydée Tomasco, Baltazar González y Gabriel Mario Martin.
Localidad tipo
La localidad tipo referida es: “reserva natural urbana Laguna la Zeta, en los alrededores de Esquel, en las coordenadas: 42°52′20.61″S 70°20′08.80″O / -42.8723917, -70.3357778, a una altitud de 800 msnm, en el departamento Futaleufú, Chubut, Argentina”.
Holotipo
El ejemplar holotipo designado es el catalogado como:  LIEB-M-1734; se trata de un espécimen hembra adulta, colectada el 2 de octubre de 2019 por Federico Brook y W. Mauricio Dromaz, colector número FB028. Fue depositada en el Laboratorio de Investigaciones en Evolución y Biodiversidad (LIEB-M), ubicado en la ciudad argentina de Esquel.
Etimología
Etimológicamente, el término genérico Ctenomys se construye con palabras del idioma griego, en donde: kteis, ktenos significa ‘peine’ y mys es ‘ratón’, en relación con una serie de singulares pelos, rígidos, duros y cortos, que la especie tipo del género exhibe en la parte superior de la base de las uñas de las patas traseras.
El epíteto específico plebiscitum homenajea al plebiscito del 23 de marzo de 2003, por el cual el pueblo de Esquel le dijo no a las mega explotaciones mineras en los alrededores de su ciudad.

## Caracterización y relaciones filogenéticas
Ctenomys plebiscitum fue reconocido como resultado de análisis filogenéticos de secuencias de ADN y evaluación de la morfología cualitativa y cuantitativa. Es de tamaño mediano a grande dentro del grupo, de cráneo y mandíbula fuerte; tiene el esperma simple asimétrico. El pelaje es denso, suave y esponjoso; las vibrisas están rodeadas por una mancha de pelos de color marrón claro. La coloración dorsal es gris y marrón oscuro o claro, con algunos pelos con punta negra concentrados en una línea medial. El pelaje ventral mezcla pelos grises y amarillos. Los individuos de algunas poblaciones tienen una mancha blanca en la cabeza y/o en la parte dorsal. Las medidas del holotipo son: longitud del cuerpo 250 mm; longitud de la cola 77 mm; longitud de la pata trasera 30 mm; longitud de la garra de la pata trasera 34 mm; longitud de la oreja 7 mm. El ejemplar pesó 140 g.
Dentro del género está estrechamente relacionado solamente a una única especie: Ctenomys sociabilis, considerado el taxón basal en la filogenia de Ctenomys y hermano de la totalidad de las restantes especies del género, aunque, a diferencia de este último, en Ctenomys plebiscitum hay evidencia de comportamiento solitario.

## Distribución geográfica, hábitat y estado de conservación
Esta especie de tuco-tuco es endémica del departamento Futaleufú, en el noroeste de la provincia argentina de Chubut, en el noroccidente de la región patagónica de ese país. Es conocido solo de pocas localidades cercanas a la ciudad de Esquel: Cerro 21, ruta vieja Esquel-Trevelin y laguna La Zeta.
El paisaje corresponde a gramíneas asociadas a turberas con presencia de arbustos. Habita en áreas de ecotono entre las unidades fisonómico-florísticas “Estepa graminosa de Festuca pallescens” y “Estepa arbustivo graminosa”, ambas corresponden a la provincia fitogeográfica patagónica.